# 玉ひで
玉ひで（たまひで）は、東京都中央区日本橋で江戸時代中期から営業している老舗鶏料理店。建て替え中の本店店舗は日本橋人形町一丁目に所在する。旧屋号は「玉鑯（たまてつ）」。
親子丼発祥の店であり、平日昼の開店前にも大行列をなしている。

## 概要
現在の代表者（店主）である山田耕之亮（やまだ こうのすけ）は、創業者・山田鐡右衛門（やまだ てつえもん）の子孫であり、2代目・鐡之丞（てつのじょう）、3代目・鐡之助（てつのすけ）、4代目・善次郎（ぜんじろう）、5代目・秀吉、6代目・衷二郎（ちゅうじろう）、7代目・耕路の後を継いだ8代目に当たる。
多くの老舗が軒を並べる人形町界隈でも、昼時の行列はひときわ目を引くものがある。特に、大安・戌の日は水天宮からの人の波でさらに長蛇の列ができる。
小説家・谷崎潤一郎は随筆『ふるさと』の中で、戦後復興期における当店の様子を次のように書き留めている。

## 沿革
- 1760年（宝暦10年） ：御鷹匠（おたかじょう）の家に生まれた山田鐡右衛門が、徳川将軍家に出仕するかたわら、27歳のとき、妻「たま」と共に、御鷹匠仕事[5]の店[6]「玉鑯（たまてつ）」（妻の名から「玉」、夫の名から「鑯」を採った屋号[3]）を江戸日本橋和泉町（武蔵国豊島郡日本橋和泉町。現・日本橋人形町三丁目）にて開店創業[4]。
  - 以後、2代目・山田鐡之丞の時代までは、大名などから依頼があった時にだけ料理をふるまうという業態であった[3]。
- 1852年（嘉永5年） ：店に専念し始めた3代目・山田鐡之助の時代から繁盛し始め[3]、この年、名物店番付『江戸五高昇薫』内「しゃもなべ」（軍鶏鍋部門）に「四谷御門内万蔵金　ミソヤシンミチ大はし　住吉丁玉てつ　馬道桜や　スキヤカシ中嶋」とあり、江戸屈指の鳥料理店5店の一つとして紹介される[4][3]。もっとも当時は格式高く庶民には縁遠い店であった[3]。
- 1860年（安政7年・万延元年）頃 ：幕末のこの頃、鷹匠制度廃止の動きに加えて御鷹匠仲間と起こした不始末等もあり、3代目は御鷹匠仕事の職を幕府に返上し、以後は一子・善次郎（のち4代目・山田善次郎）と共に、軍鶏鍋（軍鶏肉を使った鍋料理）専門の飲食店としての営業に専念する[4]。
- 1865年（慶応元年） ：4代目・山田善次郎のとき、たべもの店番付『花長者』に「イツミ丁　玉鉄 あいかも　しゃも」との当店の記載あり[4]。
- 1875年（明治8年） ：名店番付『東京牛肉 しゃも流行見世』に記載あり[4]。
- 1883年（明治16年） ：東京府豊島郡日本橋蛎殻町二丁目14番地（現在の店舗所在地であり、現在名は東京都中央区日本橋人形町一丁目17番10号）に支店（蛎殻町支店）を出し、以後、2店舗営業となる[4]。支店長は4代目の一子・秀吉（当時16歳。のち5代目・山田秀吉）[4]。
- 1892年（明治25年） ：千穐庵が選定する『當世雷名八称人』（各種有名八店の番付）のうち「鳥肉八鮮」の中に当店の記載あり[4]。
- 1892-1895年（明治25-28年）頃 ：5代目秀吉の妻「とく」が、鳥鍋の残りの割下に玉子を閉じるという一部の客に独特の食べ方に着想を得て親子丼を考案するも、器一つで食べられる丼物は料亭で食べるものではないという当時の考え方（出されたものを全部平らげるのは野暮とされ、もう一人前注文して箸を付けて店を出るのが粋とされた時代の名残で、「客の残り物で作っている」という噂が立てられた事による。後に鳥鍋用には削ぎ切り肉、丼にはブツ切り肉と使い分けている[7]）の下、「汁かけメシなど出すと家格が落ちる」の遺訓により[7]、出前に限っての販売を開始するが、客の要望により、店で提供されるのは1979年（昭和54年）6月になってからである[7]。
- 1895年（明治28年） ：蛎殻町支店の店舗拡大に伴って本支店を統合し、蛎殻町店を唯一店舗とする（完全移転）[4]。
- 1897年（明治30年）頃 ：「秀さん」「秀吉つぁん」と愛称される山田秀吉が5代目を継承する[4]。この頃より、「玉鑯の秀さん」の店と通り名で呼ばれていた当店は「玉秀（たまひで）」[1]と呼ばれ始める[4]。
- 1898年（明治31年） ：毎日新聞が料理店の人気投票番付の記事で「玉鑯」を「玉秀」と記載し、これ以降、「玉秀」の名が広く知られるようになる[4]。
- 太平洋戦争末期 ：6代目・衷二郎のとき、戦中の強制疎開や政令等により、営業中止を余儀なくされる[4]。
- 1949年（昭和24年）7月 ：戦災復興後、佃煮屋の2階に仮店舗を設けて営業を再開する[4]。
- 1951年（昭和26年） ：戦後復興した東京の老舗の集まりとして「東都のれん会」が発足するも、当店は、未だ本店舗を構えての真の復興を果たしていない故をもって入会を固辞する（結局、現在も未入会のまま）[4]。
- 1956年（昭和31年）秋 ：旧地に復して本店舗を構え、営業を開始[4]。
- 1998年（平成10年） ：7代目・耕路が亡くなり、一子・耕之亮が8代目として継承[3]。
- 2006年（平成18年） ：8代目のプロデュースする鶏料理専門店「とり五鐵（とりごてつ）」が名古屋駅の駅ビル「JRセントラルタワーズ」内タワーズプラザにて開店創業[3][8]。
- 2010年（平成22年）11月25日 ：8代目が当店史上初めてコンビニエンスストア（サークルKサンクス）との商品共同開発に着手し、丼物の鶏料理を全国のサークルKおよびサンクス総数6,256店（10月末当時）にて期間限定販売を開始する[9][3]。第1弾は「チキンの煮焼きカツ丼」、第2弾は「焼き鳥そぼろ丼」、第3弾は「チキン南蛮丼」であった[9]。
- 2022年（令和4年）5月31日 ：本店は、新店舗建築のために休業となる。
- 2024年（令和6年）秋口（予定） ：本店は、現在建築中の12階建ての「（仮称）玉ひでマンション」にて再開予定[10]。

## メディア出演・掲載
- 2017年9月24日 Story 〜長寿企業の知恵〜 #028 『1760年創業 鳥料理 玉ひで 8代目 山田耕之亮』[11]